# Schlesersee
Der Schlesersee ist ein natürliches Stillgewässer in der Gemeinde Carpin im Landkreis Mecklenburgische Seenplatte. Der See gehört zum Einzugsgebiet der Tollense und damit der Peene. Er ist etwa einen Kilometer von der Wasserscheide zu dem der Havel und damit der Elbe entfernt. Er hat eine Nord-Süd-Ausdehnung von etwa 1000 Metern und eine West-Ost-Ausdehnung von etwa 350 Metern. Die mittlere Tiefe wird mit 25 Metern angegeben. Sein Wasserspiegel liegt 64,2 Meter über dem Meer.
Der See liegt im Landschaftsschutzgebiet Feldberger Seenlandschaft (CDDA: 20763) und ist Bestandteil des 1997 ausgewiesenen gleichnamigen Naturparks.
Das Gewässer gilt als fischreich. Der Fischbestand wird mit Aal, Barsch, Brassen, Hecht, Karpfen, Rotauge, Rotfeder, Schleie und Zander angegeben.